# Votations fédérales de 2020 en Suisse
Neuf votations fédérales sont organisées les 9 février, 27 septembre, et 29 novembre 2020 en Suisse. Du fait de la pandémie de Covid-19, trois votations initialement prévues pour le 17 mai 2020 furent reportées au 27 septembre.

## Février
Le 9 février, deux objets sont soumis à la votation :
1. L'initiative populaire « Davantage de logements abordables » visant à encourager la construction d’habitations à loyer modéré en fixant un quota d'au moins 10 % à l'échelle nationale, et en donnant aux communes et cantons un droit de préemption à cet effet. Déposée le 18 octobre 2016, elle réunit plus de 125 000 signatures - dont 104 800 valides. Elle est rejetée le 25 janvier 2017 par le Conseil fédéral et par le Parlement[2],[3]. Elle est également rejetée par le peuple.
2. Un référendum facultatif à la suite de la collecte en cent jours de 70 539 signatures — dont 67 494 valides — sur la modification du 14 décembre 2018 du code pénal suisse et du code pénal militaire visant à pénaliser les discriminations et incitations à la haine en raison de l’orientation sexuelle (homophobie)[4],[5]. Cette modification est appelée extension de la norme pénale antiracisme.

### Résultats
| Question                     | Pour      | Pour | Contre    | Contre | Blancs | Nuls  | Total     | Inscrits  | Partici- pation | Cantons pour | Cantons pour | Cantons contre | Cantons contre |
| Question                     | Votes     | %    | Votes     | %      | Blancs | Nuls  | Total     | Inscrits  | Partici- pation | Entiers      | Demi         | Entiers        | Demi           |
| ---------------------------- | --------- | ---- | --------- | ------ | ------ | ----- | --------- | --------- | --------------- | ------------ | ------------ | -------------- | -------------- |
| Initiative sur les logements | 963 740   | 42,9 | 1 280 331 | 57,1   | 28 176 | 6 661 | 2 278 908 | 5 467 714 | 41,68           | 4            | 1            | 16             | 5              |
| Norme contre l'homophobie    | 1 414 160 | 63,1 | 827 235   | 36,9   | 31 597 | 6 769 | 2 279 761 | 5 467 714 | 41,69           | 18           | 5            | 2              | 1              |

## Septembre
Trois objets sont initialement prévus à la votation le 17 mai 2020 : la révision de la loi sur la chasse, la déduction fiscale des frais de garde par des tiers et l’initiative populaire de l'UDC contre la libre circulation des personnes.
Le 18 mars 2020, le Conseil fédéral décide de reporter les votations fédérales de mai en raison de la pandémie de coronavirus. C'est la première annulation d'une votation fédérale depuis celle de 1951, qui avait eu lieu en raison d'une épizootie de fièvre aphteuse,,.
Le 27 septembre, cinq objets sont soumis à la votation :
1. L'Initiative populaire « Pour une immigration modérée ».
2. Une modification de la loi sur la chasse et la protection des mammifères et oiseaux sauvages (LChP).
3. Une modification de la loi fédérale sur l'impôt fédéral direct (LIFD).
4. Une modification de la loi sur les allocations pour perte de gain en cas de service et de maternité (introduction d'un congé de paternité).
5. L'arrêté fédéral relatif à l'acquisition de nouveaux avions de combat.

### Résultats
| Question                                | Pour      | Pour | Contre    | Contre | Blancs | Nuls   | Total     | Inscrits  | Partici- pation | Cantons pour | Cantons pour | Cantons contre | Cantons contre |
| Question                                | Votes     | %    | Votes     | %      | Blancs | Nuls   | Total     | Inscrits  | Partici- pation | Entiers      | Demi         | Entiers        | Demi           |
| --------------------------------------- | --------- | ---- | --------- | ------ | ------ | ------ | --------- | --------- | --------------- | ------------ | ------------ | -------------- | -------------- |
| Initiative de limitation                | 1 233 995 | 38,3 | 1 988 349 | 61,7   | 33 957 | 11 548 | 3 267 849 | 5 493 036 | 59,49           | 3            | 1            | 17             | 5              |
| Modification de la loi sur la chasse    | 1 531 027 | 48,1 | 1 654 105 | 51,9   | 62 468 | 12 218 | 3 259 818 | 5 493 036 | 59,34           | 13           | 4            | 10             | 2              |
| Déduction de frais de garde des enfants | 1 164 451 | 36,8 | 2 003 235 | 63,2   | 71 856 | 12 764 | 3 252 306 | 5 493 036 | 59,21           | 2            | 0            | 21             | 6              |
| Congé de paternité                      | 1 933 310 | 60,3 | 1 270 705 | 39,7   | 44 768 | 11 830 | 3 260 616 | 5 493 036 | 59,36           | 15           | 2            | 5              | 4              |
| Avions de combat                        | 1 605 839 | 50,1 | 1 597 324 | 49,9   | 49 317 | 11 772 | 3 264 252 | 5 493 036 | 59,43           | 14           | 4            | 6              | 2              |

## Novembre

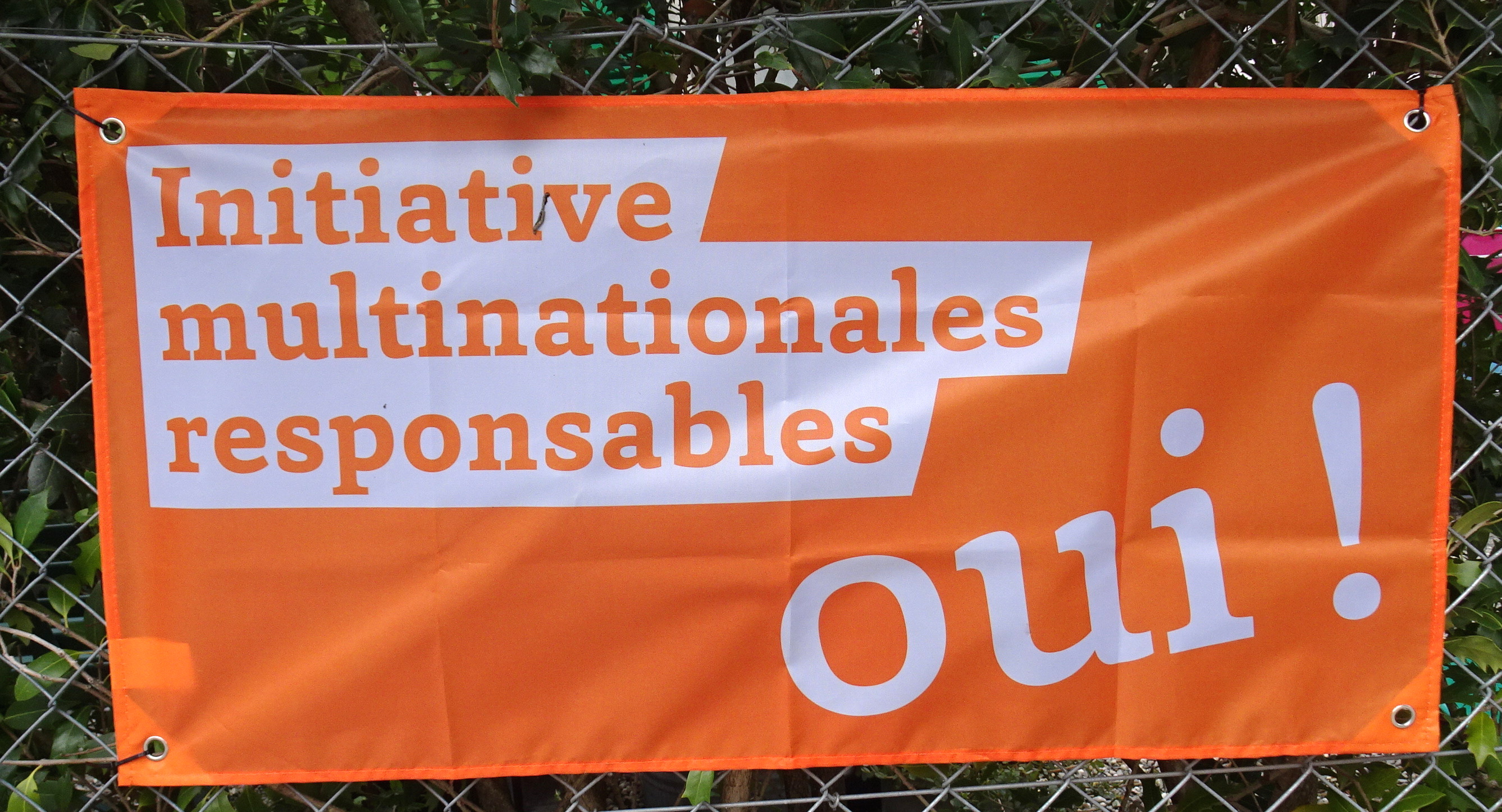
Drapeau en faveur de l'initiative multinationales responsables, qui a échoué à atteindre la double majorité.

Deux objets sont soumis à la votation le 29 novembre 2020 :
- Initiative populaire « Entreprises responsables – pour protéger l’être humain et l’environnement » (initiative multinationales responsables) ;
- Initiative populaire « Pour une interdiction du financement des producteurs de matériel de guerre ».

### Résultats
| Question                       | Pour      | Pour | Contre    | Contre | Blancs | Nuls  | Total     | Inscrits  | Partici- pation | Cantons pour | Cantons pour | Cantons contre | Cantons contre |
| Question                       | Votes     | %    | Votes     | %      | Blancs | Nuls  | Total     | Inscrits  | Partici- pation | Entiers      | Demi         | Entiers        | Demi           |
| ------------------------------ | --------- | ---- | --------- | ------ | ------ | ----- | --------- | --------- | --------------- | ------------ | ------------ | -------------- | -------------- |
| Entreprises responsables       | 1 299 129 | 50,7 | 1 261 680 | 49,27  | 16 187 | 7 844 | 2 584 840 | 5 495 345 | 47,04           | 8            | 1            | 12             | 5              |
| Financement matériel de guerre | 1 081 684 | 42,5 | 1 460 650 | 57,5   | 29 449 | 8 171 | 2 579 954 | 5 495 345 | 46,95           | 3            | 1            | 17             | 5              |